# Ieixivà de Slabodka
La Ieixivà de Slabodka (en jiddisch: סלאבאדקער ישיבה) era una ieixivà que estava ubicada en la població lituana de Slabodka, un suburbi de la ciutat de Kaunas, a Lituània. La ieixivà era coneguda habitualment per ser la mare de les ieixives, i estava dedicada a l'estudi intensiu del Talmud. La ieixivà va funcionar des de finals del segle xix, fins a la Segona Guerra Mundial.

## Història

### Orígens de la ieixivà
A partir de la segona meitat del segle xix, Kovno va esdevenir un centre de l'activitat cultural jueva a Lituània. Van destacar el Rabí Yitzchak Elchananan Spektor, que va exercir el seu ofici entre els anys 1864 i 1896), Abraham Mapu, un dels primers escriptors hebreus moderns, i Israel Isidor Elyashev, el primer crític literari en jiddisch. Les ieixives de Slabodka, en particular la ieixivà "Or HaChaim", que va ser fundada per Tzvi Levitan al voltant de l'any 1863, va atreure a estudiants d'altres països, i va ser dirigida per destacats erudits talmúdics. El Rabí Nosson Tzvi Finkel, també conegut com l'ancià de Slabodka, va introduir-hi els ideals del Musar. Dirigida pel cap de la ieixivà, el Rabí Moixè Mordechai Epstein, la ieixivà de l'Alter va ser coneguda com la ieixivà de Slabodka des de l'any 1881. Posteriorment, va haver-hi una certa oposició entre els estudiants cap al mètode del Musar, i en 1897, la ieixivà va ser dividida en dues meitats. Els seguidors del Musar van establir la Ieixivà Knesses Yisroel, que portava el nom del Rabí Yisroel Salanter, mentre que els seus oponents van fundar la Ieixivà Knesset Beit Yitzchak, que portava el nom del Rabí Spektor. Les ieixives van deixar de funcionar durant l'Holocaust jueu.

### La Ieixivà a Hebron
Un edicte de l'any 1924 que obligava als estudiants de la iexivà, a realitzar el servei militar a l'exèrcit lituà, o bé els requeria dur a terme estudis seculars suplementaris, va tenir com a conseqüència que un gran nombre d'estudiants de la Ieixivà de Slabodka, van emigrar al Mandat Britànic de Palestina. L'Alter de Slabodka va enviar al Rabí Avraham Grodzinski per dirigir a aquest grup, i per establir la Ieixivà de Slabodka a la ciutat d'Hebron.Una branca de la ieixivà va ser igualment establerta a la ciutat israeliana de Bené-Berac.

### La Ieixivà a Bené-Berac
Hi ha una sucursal de la Ieixivà de Slabodka, que està actualment situada a la ciutat israeliana de Bené-Berac, i que té aproximadament uns 500 estudiants, malgrat l'afiliació lituana de la ieixivà, molts dels seus estudiants són jueus hassídics. A més, hi ha bastants seguidors ultraconservadors del Chazon Ish, (el rabí antisionista Abraham Yeshaya Karelitz).